# Moloko
Pour les articles homonymes, voir Moloko (homonymie).
Moloko est un duo britannico-irlandais de musique électronique originaire de Sheffield, aux sonorités rock, pop et trip hop. Il est formé en 1995 du disc jockey Mark Brydon et de Róisín Murphy au chant. Le groupe se fait connaître en 1999 avec le tube Sing It Back, avant de se séparer en 2006.

## Histoire
Brydon et Murphy se rencontrent lors d'une soirée durant laquelle elle l'accoste en lui demandant s'il aime son tee-shirt moulant. Ils sortent en 1996 leur premier album intitulé Do You Like My Tight Sweater, clin d'œil à la phrase avec laquelle Murphy se présente à Brydon puis, en 1999, leur deuxième album dont est extrait Sing It Back, qui connaît un grand succès.
Ils s'imposent en 2001 avec le 3e album Thing To Make And Do. Ils reviennent enfin en 2003 avec Statues. En 2006, sort un best of intitulé Catalogue, reprenant tous leurs plus grands succès.

## Discographie

### Albums
| Année                                                              | Titre                                                                 | Meilleure position | Meilleure position | Meilleure position | Meilleure position | Meilleure position | Meilleure position | Certifications              |
| Année                                                              | Titre                                                                 | Royaume-Uni        | Autriche           | Belgique           | Finlande           | Pays-Bas           | Suisse             | Certifications              |
| ------------------------------------------------------------------ | --------------------------------------------------------------------- | ------------------ | ------------------ | ------------------ | ------------------ | ------------------ | ------------------ | --------------------------- |
| 1995                                                               | Do You Like My Tight Sweater? - Sortie : novembre 1995 - Label : Echo | 92                 | -                  | -                  | -                  | -                  | -                  |                             |
| 1998                                                               | I Am Not a Doctor - Sortie 24 août 1998 - Label : Echo                | 64                 | 30                 | -                  | -                  | -                  | 45                 |                             |
| 2000                                                               | Things to Make and Do - Sortie : 31 octobre 2000 - Label : Echo       | 3                  | 21                 | 6                  | 26                 | 66                 | 25                 | - Royaume-Uni BPI : Platine |
| 2002                                                               | Statues - Sortie : 8 octobre 2002 - Label : Echo                      | 18                 | 19                 | 1                  | 12                 | 28                 | 26                 | - BPI : Argent - IFPI : Or  |
| "-" signifie que le single n'est pas sorti ou classé dans le pays. |                                                                       |                    |                    |                    |                    |                    |                    |                             |

### Remixes et compilations
| Année | Titre                                                         | Meilleure position | Meilleure position | Meilleure position |
| Année | Titre                                                         | Royaume-Uni ,      | Pays-Bas           | Belgique           |
| ----- | ------------------------------------------------------------- | ------------------ | ------------------ | ------------------ |
| 2001  | All Back to the Mine - Sortie : 2 octobre 2001 - Label : Echo | 149                | -                  | 41                 |
| 2006  | Catalogue - Sortie : 17 juillet 2006 - Label : Echo           | 82                 | 65                 | 10                 |

### Albums live
| Année | Titre         | Meilleure position |
| Année | Titre         | Belgique           |
| ----- | ------------- | ------------------ |
| 2004  | 11,000 Clicks | 9                  |